# Variant Thêta du SARS-CoV-2
Le variant thêta, également connu sous le nom de lignée P.3, est l'un des variants du SARS-CoV-2, le virus qui cause la COVID-19. Le variant a été identifié pour la première fois aux Philippines le 18 février 2021, lorsque deux mutations préoccupantes ont été détectées dans les Visayas centrales. Il a été détecté au Japon le 12 mars 2021, lorsqu'un voyageur philippin est arrivé à l'aéroport international de Narita à Tokyo.

## Dénomination
Dans le cadre du schéma de dénomination simplifié proposé par l'Organisation mondiale de la santé, P.3 a été étiqueté variant Thêta, et est considéré comme un variant d'intérêt (VOI), mais pas comme un variant préoccupant.
Depuis juillet 2021, Thêta n'est plus considéré comme un variant d'intérêt par l'OMS.